# Ssat
Secondary School Admission Test, hay SSAT, là một kỳ thi đầu vào được chuẩn hóa dành cho các học sinh từ lớp 5-11 vào học các trường cấp 2, 3 tư thục tại Hoa Kỳ. Mặc dù có các điểm tương đồng, SSAT không liên quan tới SAT Reasoning test và không chịu sự quản lý của College Board.
Bài thi có 2 cấp đô: Lower level cho học sinh từ lớp 5-7 và Upper level cho học sinh lớp 8-11. SSAT bao gồm 2 phần: một bài viết luận ngắn và một phần có câu hỏi lựa chọn bao gồm Toán, Đọc hiểu, và Từ vựng (vấn đáp). Bài thi hoàn toàn bằng tiếng Anh, được sử dụng chủ yếu tại Mỹ và Canada, nhưng vẫn có nhiều địa điểm thi khác ở các nước trên thế giới.

## Viết bài luận
Trong phần viết luận, học sinh được yêu cầu viết ủng hộ hoặc không ủng hộ một chủ đề bằng việc sử dụng các ví dụ từ trải nghiệm bản thân, lịch sử, văn học hay một sự kiên đương đại. Phần thi viết luận kéo dài trong 25 phút và học sinh được cấp một mặt giấy để viết. Bài luận sẽ không được chấm. Tuy nhiên, bài luận này vẫn rất quan trọng vì nó sẽ được gửi tới các trường mà học sinh đăng ký tuyển sinh.

## Toán
Có 2 phần thi toán trong kỳ thi, mỗi phần có 25 câu hỏi kéo dài trong 30 phút. Phần toán yêu cầu học sinh phải nắm vững những ký năng toán học cơ bản bao gồm đại số. Phần này còn được gọi là "Quantitative Reasoning". Các câu hỏi khá đa dạng, từ câu hỏi chữ đến tính toán.

## Từ vựng
Phần từ vựng kéo dài trong 30 phút và bao gồm 30 câu hỏi chọn từ đồng nghĩa và 30 câu chọn mối tương quan đúng giữa các từ.

## Đọc hiểu
Phần thi Đọc Hiểu có thời gian làm bài là 40 phút, bao gồm 40 câu hỏi dựa trên khoảng bảy đoạn văn. Phần thi này yêu cầu người thi không những phải hiểu được các đoạn văn mà còn phải đọc được nhanh.

## Chấm điểm
Tất cả các câu hỏi SSAT đều có đồng giá trị điểm (1 điểm) và điểm số được chấm dựa trên tổng số câu trả lời đúng trừ đi 1/4 điểm của tất cả các câu trả lời sai. Học sinh không bị trừ điểm nếu bỏ trống một câu hỏi. Điểm bằng số cho Upper Level là 500-800 và Lower Level là 440-710.
Trong bảng thông báo điểm, SSAT sẽ cung cấp cả điểm bằng số cho từng phần lẫn điểm phần trăm (percentile) cho các phần đó. Điểm phần trăm so sánh điểm của một học sinh với điểm của tất cả các học sinh khác cùng độ tuổi và giới tính mà đã thi trong vòng 3 năm trở lại.
Khi nhận được điểm, các học sinh có thể gửi kết quả tới các trường cấp 3 mà học sinh đang đăng ký. Mỗi trường sau đó sẽ xem xét điểm dựa trên các tiêu chí riêng của từng trường.